# Auletta
Auletta est une commune italienne de la province de Salerne, dans la région Campanie.

## Administration
| Période                                  | Période | Identité | Étiquette | Qualité |
| ---------------------------------------- | ------- | -------- | --------- | ------- |
| Les données manquantes sont à compléter. |         |          |           |         |
|                                          |         |          |           |         |

### Hameaux
contrada Ponte, contrada Mattina, contrada Tempe Di Lizzi, contrada Cerreta.

### Communes limitrophes
Buccino, Caggiano, Corleto Monforte, Pertosa, Petina, Polla, Salvitelle, Sicignano degli Alburni.